# Partenaires pour la souveraineté
Les Partenaires pour la souveraineté étaient une coalition fondée en 1995 en prévision du référendum sur la souveraineté du Québec promis par le gouvernement de Jacques Parizeau. Cette coalition comprenait des organismes nationaux représentant plus d’un million de Québécois et de Québécoises, y compris les trois principales centrales syndicales, les grandes associations étudiantes et diverses organisations culturelles ou communautaires.
La mission des Partenaires pour la souveraineté était de faire la promotion de l’option souverainiste au sein de la société civile, et ce, à l’extérieur des structures traditionnelles de la politique partisane. Cette coalition s'était donné une plateforme commune, résolument progressiste, dans les domaines de l'économie, de l'éducation, des politiques sociales, des relations internationales, de la citoyenneté, de la culture et des droits et libertés.

## Les origines des Partenaires pour la souveraineté
Les Partenaires pour la souveraineté tirent leurs origines dans les événements de l’été et de l’automne 1994. Vers la fin de l'été, le Mouvement national des Québécoises et des Québécois (MNQ) met sur pied des tables de concertation régionales par l’entremise des diverses société nationales et des sociétés Saint-Jean-Baptiste qui le composent. Ces tables ont constitué la base régionale des Partenaires pour la souveraineté tout au long de leur histoire.

Résultats de l'élection québécoise de septembre 1994.

Puis, quelques semaines plus tard, le Parti Québécois est porté au pouvoir à l’issue de l’élection générale du 12 septembre 1994. Bien qu’il n’ait obtenu que 44,75% des voix (contre 44,4% des voix pour le Parti libéral mené par Daniel Johnson), le nouveau gouvernement péquiste est majoritaire. Le nouveau premier ministre, Jacques Parizeau, annonce peu de temps après son élection qu'il a l'intention de déclencher un référendum sur la question de la souveraineté du Québec. En prévision de ce grand plébiscite, il met sur pied des commissions régionales sur l’avenir du Québec visant à sonder l’opinion de la population sur la question.
Après l’élection du PQ, des discussions s’engagent rapidement entre des organismes de la société civile à l’effet de mettre sur pied une table de concertation nationale au sujet de la souveraineté. Plusieurs de ces organismes joignent bientôt leurs forces au sein des Partenaires pour la souveraineté.
Les Partenaires pour la souveraineté annoncent leur formation lors d'une conférence de presse le 21 janvier 1995. Le journaliste du Devoir Pierre O’Neill rapporte alors que les Partenaires forment une nouvelle table de concertation déterminée à devenir « un interlocuteur majeur dans le débat sur l’avenir du Québec ». O’Neill spécifie que la nouvelle coalition, insatisfaite du modèle des commissions référendaires régionales, demande au gouvernement Parizeau de mettre sur pied une « nouvelle instance nationale à leur mesure ». Enfin, le journaliste note que les Partenaires ont profité de leur conférence de presse pour inviter tous les organismes qui croient à la souveraineté à joindre leurs rangs, et pour annoncer la formation de comités d’experts qui consacreront leurs travaux aux thèmes de l’économie, de la culture, de l’éducation, des politiques sociales et du respect des droits. Les résultats de ces travaux devront être colligés dans des rapports qui seront éventuellement publiés et diffusés afin de nourrir l’argumentaire souverainiste.
Participent à cette conférence de presse des porte-paroles d’influence tels que Lorraine Pagé, de la Centrale de l’enseignement du Québec (CEQ), Gérald Larose, de la Confédération des syndicats nationaux (CSN), Clément Godbout de la Fédération des travailleurs du Québec (FTQ) et Louise Laurin du Mouvement national des Québécoises et Québécois (MNQ).

## Les débuts des Partenaires pour la souveraineté

### «Huit femmes... un huit mars»
À l’occasion de la Journée des femmes du 8 mars 1995, huit des porte-parole féminines des Partenaires pour la souveraineté signent une lettre publique dans la section « Opinions » du journal La Presse. La publication de cette lettre marque la première véritable percée des Partenaires pour la souveraineté dans l’espace public. Elle établit aussi clairement les positions féministes et sociales-démocrates des Partenaires, et préfigure à cet égard l’Opération porte-voix qui sera mise en branle au mois de septembre 1995.
Les signataires rappellent d'abord à leurs lecteurs et lectrices que les femmes forment plus de la moitié de l’électorat québécois, et qu’elles auront bientôt à se prononcer sur la place du Québec au sein du Canada: « Cinquante ans après qu'elles ont (sic) obtenu le droit de vote, elles se retrouvent [...] confrontées, en tant que citoyennes à un choix déterminant pour l'avenir de leur collectivité. Elles représentent 52% de l'électorat, plus de la moitié donc, et à ce titre détiennent un pouvoir indiscutable ».

Prenant résolument le parti de la souveraineté, les signataires enjoignent les femmes québécoises d'intégrer massivement le débat public de façon à mettre de l’avant les valeurs de courage, de volonté et de détermination qui les caractérisent. Elles inscrivent ainsi le projet souverainiste dans la lignée des grands projets d’émancipation de l'époque contemporaine, et présentent leur option pas comme une fin en soi, mais bien comme un moyen de créer une société plus juste et ouverte sur le monde :
« Les huit signataires de cette lettre ont déjà fait leur choix. Elles sont souverainistes. Inutile de dire qu'elles accueilleraient avec joie un vote majoritaire des femmes du Québec en faveur de la souveraineté. Toutefois, elles comprennent que, pour arriver à ce résultat, de longues discussions restent à venir. […] Cette journée du huit mars 1995 nous permet à nous, femmes engagées à promouvoir la cause des femmes, de dire publiquement que nous misons sur la capacité des femmes du Québec de s'assurer qu'on intègre au présent débat des mots qui en sont désespérément absents, les mots courage et générosité et surtout les attitudes qui en découlent et dont elles peuvent oser prétendre, à l'instar de milliers de femmes de tant d'autres pays, qu'elles ont caractérisé tous les combats qu'elles ont menés. […] Le projet de souveraineté du Québec se doit d'être un projet essentiellement généreux, un projet qui s'inscrit à l'intérieur des grands mouvements d'émancipation des peuples parvenus à maturité. Des peuples qui ont non seulement à cœur de s'épanouir dans une société libre de vivre à haute voix au lieu de murmurer son existence mais qui de plus établissent sciemment des priorités qui vont dans le sens du bien commun. Les porteurs de ce projet auraient donc intérêt à inscrire la générosité en lettres d'or à l'ordre du jour de leurs préoccupations. »
Les signataires de la lettre « Huit femmes… un huit mars » sont Stéphanie Venne, porte-parole du Mouvement étudiant pour la souveraineté; Jennie Skene, présidente de la Fédération des infirmières et infirmiers du Québec; Lorraine Pagé, présidente de la Centrale de l’enseignement du Québec; Louise Laurin, présidente du Mouvement national des Québécoises et Québécois; Françoise Laliberté, du Mouvement Action Chômage de Montréal; Danielle-Maude Gosselin, présidente du Syndicat de la fonction publique du Québec; Nicole Boudreau, porte-parole de Partenaires pour la souveraineté; et Lise Blais, coordonnatrice de Solidarité populaire Québec.

### Dépôt du mémoire des Partenaires pour la souveraineté à la Commission nationale sur l'avenir du Québec

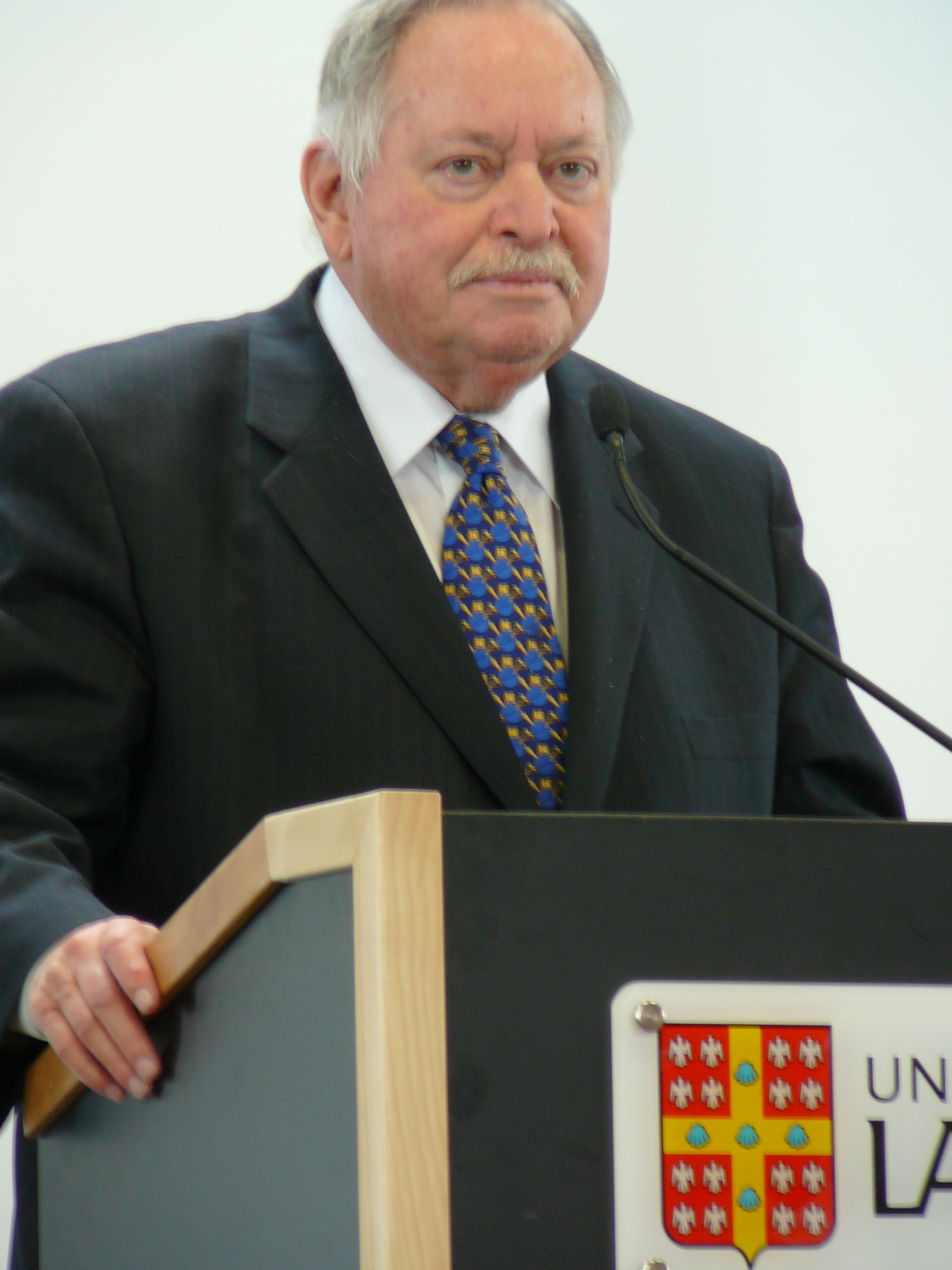
Le premier ministre du Québec Jacques Parizeau.

Le gouvernement de Jacques Parizeau établit une Commission nationale sur l'avenir du Québec en mars 1995, possiblement sur la recommandation des Partenaires pour la souveraineté. Les travaux de cette commission de grande envergure, dont la présidence est confiée à l’ex-ministre conservatrice Monique Vézina, doivent compléter ceux effectués par les 18 commissions régionales créées quelques mois plus tôt.
À la fin mars, les Partenaires pour la souveraineté sont le dernier des 48 groupes et organismes entendus par la Commission nationale sur l'avenir du Québec. Le dépôt de leur mémoire, rédigé par l'écrivaine Hélène Pedneault et intitulé Vivre à haute voix au lieu de murmurer notre existence, génère un certain intérêt dans les médias. Le journaliste du Soleil André Bellemare rapporte ainsi que les Partenaires, dignement représentés par leur porte-parole Nicole Boudreau, « [ont] fermé la marche avec un message d'espoir pour les tenants de la souveraineté ». Bellemare ajoute que les Partenaires ont la ferme intention de multiplier les gestes rassembleurs visant à « entraîner la population québécoise dans [leur] sillage ». Le journaliste du Toronto Star, Robert McKenzie, note quant à lui que les Partenaires sont prêts à amorcer une vaste campagne d'information et de mobilisation, que le référendum ait lieu au printemps ou à l'automne.

### Rencontres avec Jacques Parizeau et Lucien Bouchard
À la suite du dépôt remarqué de leur mémoire à la Commission nationale sur l'avenir du Québec, les Partenaires pour la souveraineté entreprennent des démarches pour obtenir une première rencontre officielle avec les ténors du mouvement souverainiste. C'est finalement au début du mois d'avril 1995 qu'une vingtaine de membres des Partenaires rencontrent le premier ministre du Québec, Jacques Parizeau, ainsi que le chef du Bloc québécois, Lucien Bouchard.

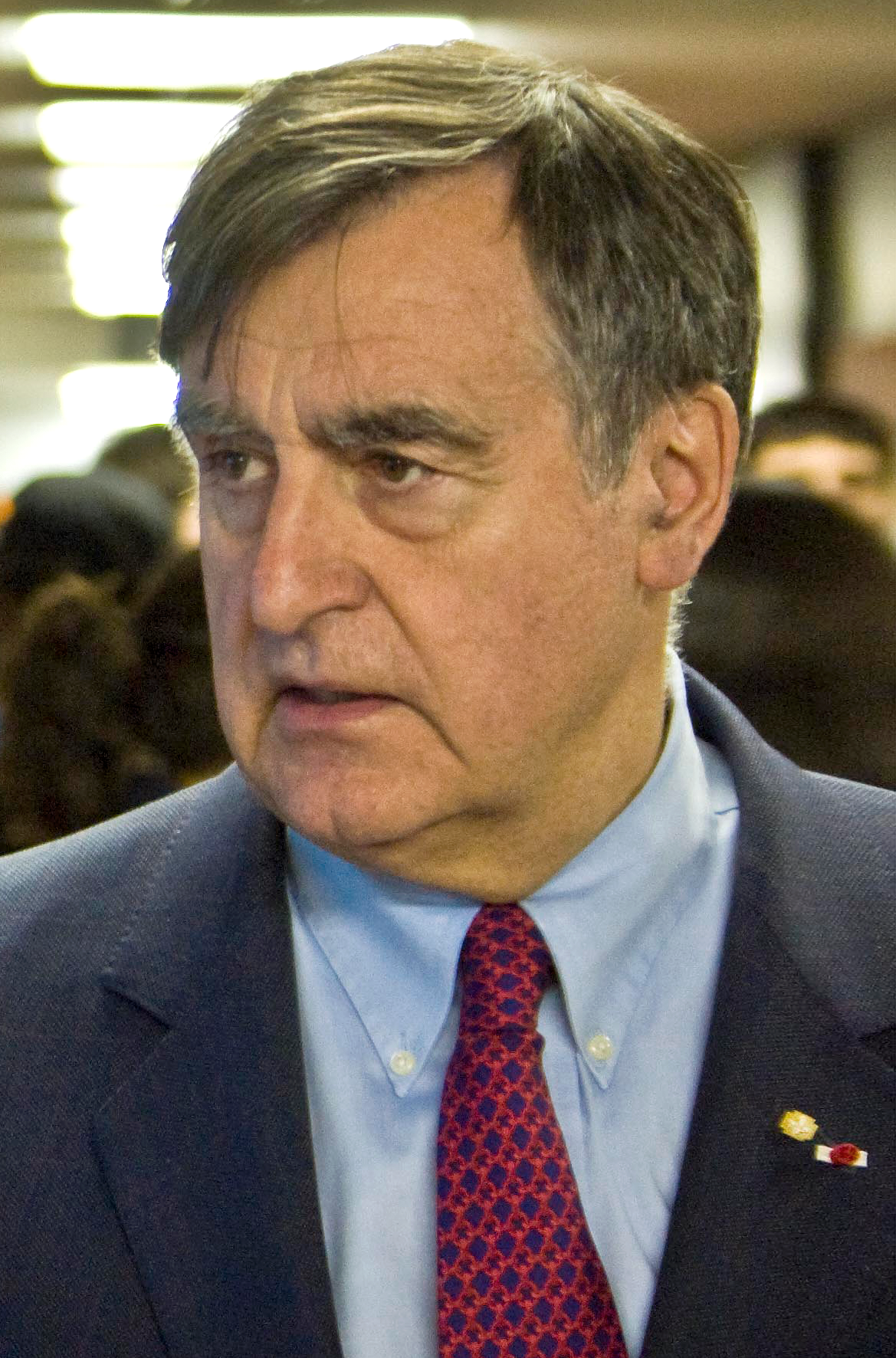
Lucien Bouchard est le chef du Bloc québécois pendant la campagne référendaire de 1995

Après cette rencontre au cours de laquelle les Partenaires pour la souveraineté dévoilent leur plan d'action, la porte-parole Nicole Boudreau s'entretient brièvement avec les médias. Clément Godbout, président de la FTQ, se tient à ses côtés. Enthousiaste, Nicole Boudreau affirme d'abord qu'il y a, parmi les forces souverainistes, « une parfaite unité de pensée ». Elle ajoute toutefois que s'ils veulent accéder à la victoire, les souverainistes de tous horizons devront adopter une « stratégie commune ». Cette stratégie devra nécessairement laisser une bonne place aux acteurs de la société civile, à commencer par ceux qui sont représentés par les Partenaires pour la souveraineté. « Ce que nous avons dit, tant à M. Parizeau qu'à M. Bouchard », spécifie-t-elle, « c'est que dorénavant il faut compter avec nous parce que vous ne pourrez pas gagner sans nous. » La porte-parole insiste : « Il y aura une instance tripartite, composée du Bloc québécois, du Parti québécois et des Partenaires pour la souveraineté, qui s'assoiront à la table et qui discuteront ensemble de la meilleure stratégie possible pour gagner le référendum ».
Les Partenaires pour la souveraineté rencontrent à nouveau le tandem Bouchard-Parizeau le vendredi 28 avril 1995. « L'heure est à l'action. On est tous sur la même longueur d'onde. Tout va se faire en concertation avec les partenaires », soutient Lucien Bouchard au cours de la rencontre. Le premier ministre Parizeau abonde dans le même sens: « Le plus urgent à l'heure actuelle, c'est de convaincre encore davantage de Québécois du pourquoi il faut faire la souveraineté et pourquoi c'est nécessaire ».

### Lancement du plan d'action des Partenaires pour la souveraineté
Le 17 mai 1995, les Partenaires pour la souveraineté organisent une activité publique intitulée « La souveraineté à la une ». Animé par le populaire comédien Jacques L’Heureux, cet événement ludique vise à attirer l’attention des médias. Il se tient au restaurant Hélène-de-Champlain, à Montréal, et réunit quelque 200 souverainistes convaincus ainsi qu’une vingtaine de journalistes. Le bulletin de liaison des Partenaires pour la souveraineté, Référendum Express, décrit ainsi la soirée : « Clin d’œil adressé aux médias, ‘La souveraineté à la une’ était placée sous le signe de l’humour. Simulation d’une émission d’une demi-heure, à la fictive chaîne de télévision ‘Québec Amérique’, pastiches des grands quotidiens québécois et d’un quotidien étranger, tout pour donner aux souverainistes québécois le sentiment d’enfin faire ‘la une’! »
Après avoir ainsi diverti les participants et les participantes, les Partenaires profitent de « La souveraineté à la une » pour dévoiler officiellement leur plan d'action pour les mois à venir. De concert avec le Parti Québécois et le Bloc, les Partenaires entendent consacrer l'été 1995 à la mobilisation des souverainistes avant de tenter de convaincre les indécis et les fédéralistes quelques semaines avant le jour du vote. La porte-parole Nicole Boudreau spécifie que les Partenaires vont miser sur une « campagne de terrain, avec de la créativité et de l'humour ». Cette campagne impliquera notamment la diffusion de matériel promotionnel, l'organisation d'activités de sensibilisation et la publication de dépliants informatifs.

## La mission et la composition des Partenaires pour la souveraineté

### Vivre à haute voix au lieu de murmurer notre existence
Le programme, les valeurs et les principes des Partenaires pour la souveraineté, déjà esquissés dans la lettre « Huit femmes… un huit mars », sont clairement articulés dans le mémoire « Vivre à haute voix au lieu de murmurer notre existence », présenté quelques semaines plus tard devant la Commission nationale sur l'avenir du Québec.
Au nom des Partenaires, l'autrice Hélène Pedneault affirme d'entrée de jeu que l'indépendance du Québec « est aussi importante que l'indépendance que doivent prendre nos enfants quand ils quittent la maison, aussi importante que l'indépendance que les femmes ont prise depuis vingt ans face aux images et aux réalités qui les enfermaient à double tour entre l'évier et la chambre à coucher ».
Toute importante qu'elle soit, ajoute l'autrice, cette indépendance ne doit pas être comprise comme « la fin de nos maux », mais bien comme « l'incarnation de nos rêves ». Le Québec résolument progressiste et solidaire envisagé par les Partenaires sera ainsi un « [p]etit pays de tolérance et de glace», un « État français et pluriethnique » qui pourra « faire partie de l'Amérique, avec [ses] particularités culturelles, [sa] langue et [sa] force économique ».

#### Une «société de projets»
En plus de défendre activement les principes et valeurs présentés dans le mémoire Vivre à haute voix au lieu de murmurer notre existence, les Partenaires pour la souveraineté affirment militer pour une « société de projets », concept complémentaire à celui de « projet de société ». Les Partenaires insistent en effet voir la souveraineté non seulement comme une fin en soi, mais surtout comme le moyen de mettre de l'avant toutes sortes de réformes sociales, économiques, culturelles visant à faire du Québec un pays plus juste et plus égalitaire.

Suzanne La Ferrière, responsable des communications des Partenaires pour la souveraineté, résume ainsi la raison d’être de la coalition dans L’Action nationale d'août 1999 :
« Convaincus que la souveraineté est une chose trop importante pour être laissée aux seules mains des politiciens, les Partenaires ont mené, en 1995, leur propre campagne en faveur de la souveraineté. Dans chacune des régions du Québec, des hommes et des femmes de tous les âges et de toutes les couches de la société se sont en effet engagés, en dehors des partis politiques, à promouvoir la souveraineté à partir de leurs propres préoccupations et aspirations. [...] Du même souffle, les organismes nationaux membres de la coalition se donnaient une plateforme commune, résolument progressiste, dans les domaines de l'économie, de l'éducation, des politiques sociales, des relations internationales, de la citoyenneté, de la culture et des droits et libertés. »
Cette plateforme, alimentée par les travaux de comités d'experts mis sur pied au printemps, est articulée de façon concise dans sept dépliants, réunis sous le titre Une société de projets et publiés à l'intention des militants et des militantes.

### L'identité et la composition des Partenaires pour la souveraineté

#### Signature visuelle
Comme signature visuelle, les Partenaires optent pour la simplicité : ils adoptent un « X » composé de plusieurs branches superposées. Ce symbole obtient une grande visibilité grâce à la publication de La petite histoire du Québec de l’écrivain Yves Beauchemin, une brochure reproduite à 500 000 exemplaires et encartée dans le Journal de Montréal et dans le Journal de Québec en septembre 1995.
Les Partenaires conservent la même signature après le référendum de l’automne 1995. Cette signature paraît notamment dans des publications telles que L’Action nationale du mois d’août 1999, où elle est accompagnée du slogan « Parce que nous croyons en un Québec solidaire, francophone, souverain et ouvert sur le monde ».

#### Organismes membres
Les organismes membres des Partenaires pour la souveraineté incluent bon nombre de syndicats (dont les trois grandes centrales syndicales), diverses organisations culturelles ou communautaires ainsi que des associations étudiantes. La présence de la Fédération étudiante collégiale du Québec (FECQ) et de la Fédération étudiante universitaire du Québec (FEUQ) au sein des Partenaires pour la souveraineté marque par ailleurs une différence particulièrement importante avec la campagne référendaire de 1980. À l'époque, en effet, les étudiants avaient participé à la campagne non pas en bloc mais bien sur une base individuelle, le plus souvent en joignant le Mouvement des étudiants pour le OUI (MÉOUI).
Au cours de l’année 1995, ces organisations joignent les rangs des Partenaires :
1. Association québécoise des professeures et professeurs de français
2. Centrale de l’enseignement du Québec (CEQ)
3. Confédération des syndicats nationaux (CSN)
4. Fédération des femmes du Québec (FFQ)
5. Fédération des infirmières et infirmiers du Québec (FIQ)
6. Fédération des travailleurs du Québec (FTQ)
7. Fédération étudiante collégiale du Québec (FECQ)
8. Fédération étudiante universitaire du Québec (FEUQ)
9. Mouvement laïque québécois
10. Mouvement national des Québécoises et Québécois (MNQ)
11. Société Saint-Jean-Baptiste de Montréal (SSJBM)
12. Solidarité populaire Québec
13. Syndicat des employé.e.s de bureau et de magasins de la SAQ (SEMB SAQ)
14. Syndicat de la fonction publique du Québec (SFPQ)
15. Syndicat de professionnelles et professionnels du gouvernement du Québec (SPGQ)
16. Union des Artistes (UDA)
17. Union des écrivaines et écrivains québécois (UNEQ)

### Le fonctionnement et le financement des Partenaires pour la souveraineté

#### L'organisation
De leur bureau montréalais situé au 1717, boulevard René-Lévesque Est, les Partenaires jouent un rôle de coordination. Les organismes membres conservent tous une grande autonomie dans leurs prises de position et dans leurs activités. L’instance décisionnelle des Partenaires est un comité de coordination formé de représentants de sept organismes; s’y ajoutent une équipe permanente de quatre personnes issues des rangs des Partenaires ou embauchées sur une base contractuelle. Ces quatre personnes incluent la porte-parole des Partenaires et ex-présidente de la Société Saint-Jean-Baptiste de Montréal, Nicole Boudreau.

#### Le bulletin de liaisonRéférendum Express
Le Référendum Express, publié sur une base hebdomadaire entre le 17 février et le 22 septembre 1995, est le bulletin de liaison des Partenaires. Il contient des renseignements pratiques sur les activités de la coalition et des articles de fonds sur le sujet de la souveraineté et est envoyé à plus de 250 organismes à travers le Québec, membres ou non des Partenaires pour la souveraineté.

#### Le budget
Les Partenaires pour la souveraineté disposent d’un budget initial de 150 000 $, entièrement composé des contributions volontaires des membres de la coalition. Des dons supplémentaires s’y ajoutent graduellement, permettant à l’organisme de mener une campagne de plus grande envergure que celle qu’il avait d’abord envisagée. Dès le lancement de leur plan d'action, les Partenaires affirment ainsi disposer d'un budget de 500 000 $.

## Les activités des Partenaires pour la souveraineté: été-automne 1995

### Activités de mobilisation

#### Cinq événements thématiques
À l'été et à l'automne 1995, les Partenaires pour la souveraineté multiplient les rencontres avec les groupes communautaires, les organismes de coopération et de solidarité nationale et les syndicats des quatre coins du Québec. Ils participent aussi à des événements de plus grande envergure et au cours desquels ils rencontrent des groupes spécifiques. Ainsi, après le succès de « La souveraineté à la une », qui visait les médias, les Partenaires organisent tour à tour des événements à l'intention des jeunes, des Franco-Canadiens et des Acadiens à la fin de l'été, des femmes et enfin des Québécois issus des communautés culturelles.

##### L'Opération porte-voix
Les sondages publiés en 1994 et en 1995 indiquent que, comme en 1980, les femmes sont moins enclines que les hommes à soutenir l'option souverainiste. Attribuant cette frilosité au fait que le discours politique traditionnel, pratiquement monopolisé par les hommes, ne passe pas toujours très bien chez les femmes, les Partenaires sont déterminés à redoubler d'efforts à leur endroit. L'Opération porte-voix, une initiative de la porte-parole Nicole Boudreau, est lancée dans une cuisine du quartier montréalais Hochelaga-Maisonneuve le 5 septembre 1995. Autour de plats de pouding chômeur et de carrés aux dattes, les représentantes des Partenaires annoncent aux médias qu'une grande tournée nationale visant à « favoriser le dialogue » et à « informer les femmes » se mettra en branle quelques jours plus tard. « Il fallait [...] trouver un moyen de rejoindre ces femmes en outrepassant les discours conventionnels et les lignes de parti », explique Nicole Boudreau, « [d]'où l'idée d'une tournée en autobus et des femmes en région qui, à leur manière, décideront comment elles reçoivent les passagères souverainistes ». La porte-parole insiste du même coup pour dissocier l'Opération porte-voix des « Yvettes » de 1980, affirmant que ces dernières étaient « un mouvement très ponctuel » et non un effort organisé.
Une cinquantaine de femmes issues de plusieurs milieux sociaux et professionnels participent à l'Opération porte-voix, se relayant dans l'autobus nolisé par les Partenaires. Ces femmes incluent des artistes, mais aussi des femmes « considérées comme chefs de file dans leur domaine respectif »: une enseignante, une conseillère municipale, une retraitée, une représentante syndicale, une écrivaine, une infirmière. Certaines personnalités bien connues du public québécois sont du lot: c'est le cas de Claire Bonenfant, ancienne présidente du Conseil du statut de la femme (1978-1984), de Françoise Laliberté, du Mouvement Action-Chômage de Montréal, et de Denise Boucher, dramaturge et autrice de la pièce de théâtre féministe Les fées ont soif.
En l'espace de dix jours, les participantes à l'Opération porte-voix parcourent quelque 4 000 kilomètres et visitent 46 municipalités, multipliant les assemblées de cuisine, les dîners-conférences et les 5 à 7. Bien couverte par la presse régionale, l'Opération est relativement ignorée par les grands médias de Montréal et de Québec.
Malgré cette absence de couverture médiatique nationale, l'Opération porte ses fruits sur le terrain. C'est du moins la conclusion des principales intéressées. Ainsi, dans un entretien accordé à Sylvie Dupont en 2013, Suzanne La Ferrière rappelle que l'appui des femmes francophones pour la souveraineté a augmenté de 10 points à l'aube de l'automne 1995. L'ex-responsable des communications des Partenaires pour la souveraineté attribue une bonne part de cette augmentation au travail effectué au cours de la grande tournée des femmes: « [Ç]a, c'est grâce à la tournée qu'on a faite pour rejoindre les femmes et ensuite à la prise en charge de cette dimension-là par le comité national du Oui, avec le discours et le matériel qu'on avait mis au point pour une campagne orientée vers les femmes ». Lorraine Pagé renchérit, insistant sur la portée communautaire du travail des Partenaires pour la souveraineté: « Les analystes ont dit que c'est l'arrivée de Lucien Bouchard qui a changé la donne, mais à mon avis, ce sont les Partenaires pour la souveraineté. Nous, les représentants syndicaux, les représentantes féministes, on pouvait entrer dans les groupes sociaux et communautaires où les chefs de partis n'auraient jamais pu mettre l'ombre du gros orteil ».
Au-delà d'une augmentation statistique, l'Opération porte-voix aura confirmé aux forces souverainistes que les femmes s'intéressent bien à la souveraineté, mais qu'elles s'intéressent moins aux changements constitutionnels qu'aux changements politiques et sociaux qui pourraient découler de l'indépendance du Québec. C'est ce que confie la porte-parole Nicole Boudreau aux médias quelques jours après la fin de la tournée: « La souveraineté est, à leurs yeux, un outil pour réaliser des changements sociaux. En tournée, les femmes ont peu parlé de passeport canadien ou de monnaie. Elles souhaitent que les ténors du OUI accordent autant d'intérêt aux dimensions sociales qu'aux questions de structures, répartition des pouvoirs et partage de la dette. » 

##### Le spectacle SouveReines

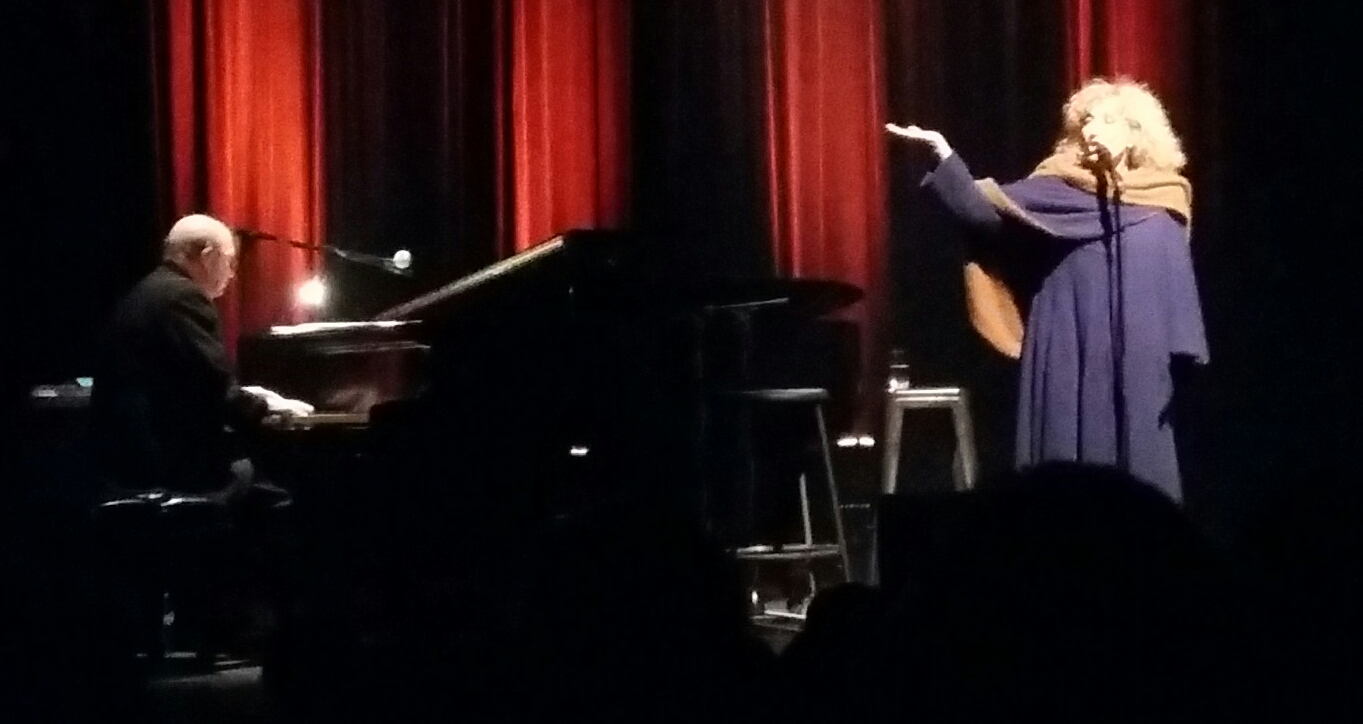
La chanteuse Marie-Michèle Desrosiers participe au spectacle SouveReines le 17 mai 1995.

La tournée de l'Opération porte-voix prend fin à Montréal le 17 septembre 1995. Pour l'occasion, le spectacle « SouveReines », mis en scène et animé par Hélène Pedneault, est présenté devant une foule de quelque 400 personnes au populaire Club Soda de l'avenue du Parc. Y participent des artistes en vue telles que Marie-Claire Séguin, Renée Claude, Marie Savard, et Marie-Michèle Desrosiers. La grande Pauline Julien, égérie des causes féministe et souverainiste, est également de la partie. Pour sa dernière véritable prestation publique, elle récite un texte de son partenaire Gérald Godin, décédé en octobre 1994.
Le spectacle SouveReines est repris par le comité du Oui au mois d'octobre de la même année. Il est alors produit au Spectrum de Montréal.

#### «Blitz» radiophonique

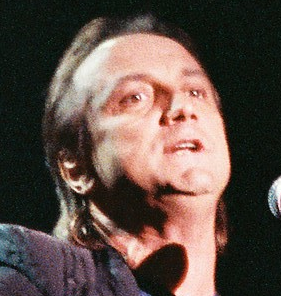
La chanson « Comme un million de gens » de Claude Dubois, a été au cœur d'une campagne radiophonique organisée par les Partenaires pour la souveraineté.

En parallèle de l'Opération porte-voix, les Partenaires pour la souveraineté lancent au mois de septembre une ambitieuse campagne radiophonique de l'ordre de 150 000 $. Pendant deux semaines, 70 stations de radio diffusent quotidiennement un message publicitaire de 30 secondes lu par la comédienne Johanne Fontaine et judicieusement ponctué d'extraits de la chanson de Claude Dubois « Comme un million de gens ». Ce message vise à faire appel à l'implication de la société civile dans le dernier droit de la campagne référendaire.

### Production et distribution de matériel promotionnel

#### Publications
Dès leur création, les Partenaires pour la souveraineté entreprennent la publication et la diffusion de matériel imprimé en tous genres.
La série de dépliants intitulés Une société de projets est publiée à partir du mois de juin; le document Un devoir de solidarité paraît quant à lui au mois d'août. Ce dernier, réalisé en collaboration avec l'Union des écrivaines et écrivains québécois (UNEQ) au lendemain d'une activité organisée par les Partenaires à l'intention des Acadiens et des francophones hors Québec, cherche avant tout à rassurer ces communautés de la validité de l'option souverainiste. Il met d'ailleurs de l'avant l'idée de la constitution d'une Commission bilatérale canado-québécoise [ayant comme mandat] d'enquêter publiquement et de faire des recommandations sur les questions relatives au respect des droits, à la préservation des institutions et à la promotion de la culture des communautés francophones et acadienne du Canada et de la communauté anglophone du Québec.
Le petit livre Vivre à haute voix au lieu de murmurer notre existence est produit dans le contexte de l'Opération porte-voix, et vise à faire connaître le programme souverainiste des Partenaires aux femmes québécoises. Rédigé par des conseillères de la CEQ, l'opuscule adopte d'abord une posture résolument féministe, dressant un parallèle entre l'expérience d'émancipation des femmes québécoises et celle du peuple québécois dans son ensemble: « Entre la quête des Québécoises et celle du peuple québécois pour sa souveraineté politique et économique, il existe un émouvant parallèle. » Les femmes sont les mieux placées, selon l'autrice, « pour comprendre l'évolution du Québec! Cette quête d'autonomie et d'équité ressemble tant à la nôtre! [...] Nous n'avons reçu aucun cadeau de l'histoire et pourtant, nous en avons modifié le cours. »  
Après un court préambule, Vivre à haute voix expose l'argumentaire souverainiste et progressiste des Partenaires: « Maîtriser tous les leviers de décision afin de mieux répondre aux besoins des Québécoises et des Québécois, voilà ce qu’il faut. Un pays francophone, au rayonnement distinct, ouvert sur le monde, maître de ses institutions et porteur d’un projet de société, voilà le Québec auquel nous disons OUI. » L'opuscule spécifie les valeurs et les principes autour desquels s'articule le projet de pays défendu par les Partenaires: l’égalité entre les femmes et les hommes, l’établissement d’une éducation de qualité, la recherche d’une plus grande solidarité sociale, la promotion de la culture québécoise et de la langue commune (le français), la planification d’un développement économique durable et respectueux de l’environnement, la répartition équitable du travail et des richesses, le respect des droits de la minorité anglophone et la reconnaissance du droit à l’autodétermination des nations autochtones.

#### Cartes postales et autocollants
En plus de produire une abondante documentation, les Partenaires pour la souveraineté s'assurent de rejoindre l'électorat québécois en diffusant des cartes postales et des autocollants. Ces articles très accessibles permettent aux sympathisants souverainistes d’afficher ouvertement leur soutien à la cause.
Une carte postale intitulée Vivre à haute voix au lieu de murmurer notre existence est produite à quelques milliers d'exemplaires. Rédigée spécifiquement à l'intention des femmes, cette carte doit permettre de partager les convictions des souverainistes au sein de leurs familles et de leurs cercles d'amis.
Un autocollant portant le slogan « Souverainiste et fier de l'être... d'en parler... de voter oui! » est quant à lui tiré à plusieurs dizaines de milliers d'exemplaires. Il est offert aux lecteurs du Référendum Express et est distribué gratuitement à chaque événement auquel participent les Partenaires pour la souveraineté.

#### VidéocassetteParole de Québécois-e
Le soir du lancement de leur plan d'action, en mai 1995, les Partenaires pour la souveraineté annoncent également la diffusion prochaine de quelque 800 exemplaires d'une vidéocassette intitulée Parole de Québécois-e. Produite par le Service audiovisuel de la CEQ, la vidéocassette est spécifiquement destinée aux militants et aux militantes des régions du Québec. Conçue comme le prolongement des commissions régionales, et visant à alimenter les discussions au sujet de la souveraineté, « Parole de Québécois-e » est constituée de 12 minutes de témoignages d'hommes et de femmes de divers horizons.

## Les Partenaires pour la souveraineté après la défaite référendaire

Résultats du référendum sur la souveraineté de 1995

Le 30 octobre 1995, les Québécois et les Québécoises votent sur leur avenir politique. Au terme du scrutin, l'option souverainiste est rejetée par 50,58 % des voix.
Contrairement à bon nombre d'organisation souverainistes qui disparaissent complètement ou qui se replient sur elles-mêmes au lendemain de la défaite référendaire, les Partenaires pour la souveraineté continuent activement à promouvoir la cause dans une perspective de progrès social après 1995. À cet effet, les Partenaires se dotent d'une permanence et d'un nouvel organe institutionnel en 1996: la nouvelle publication prend le nom de Partenaires Express.
Dès le printemps 1996, après avoir fait le bilan de la dernière campagne référendaire, les Partenaires pour la souveraineté annoncent qu'ils reprennent du service en vue du prochain référendum. Le journaliste Pierre O'Neill rapporte que la coalition « [voit] la nécessité de l'existence d'un pôle souverainiste non partisan et bien organisé dans le débat sur l'avenir du Québec », et qu'elle entend toujours « placer le projet souverainiste au-dessus des intérêts des partis politiques [...] dans une perspective de solidarité, de progrès social et d'épanouissement de la culture québécoise ». Plus concrètement, les Partenaires mettent sur pied des groupes de travail voués à étudier les jonctions entre les questions nationale et sociale, le projet souverainiste et la métropole, et la diversité culturelle et les rapports entre les citoyens.
Au printemps 1997, alors que la Cour suprême se penche sur le droit du Québec à l'autodétermination, les Partenaires pour la souveraineté tiennent une conférence de presse pour réaffirmer publiquement leur position à cet égard. Ils en profitent pour demander au gouvernement du Québec d'en appeler au peuple si la Cour suprême nie ce droit fondamental.
Quelques mois plus tard, à l'occasion du 20e anniversaire de l'adoption de la Charte de la langue française, les Partenaires pour la souveraineté mettent sur pied une vaste opération visant à augmenter le soutien du public québécois à la loi 101 (« Au Québec, en français, c'est normal »). C'est à l'invitation des Partenaires, par exemple, que 101 représentants de la société civile se rassemblent au Monument-National de Montréal pour faire le point sur la situation de la langue française. La porte-parole des Partenaires, Nicole Boudreau, prend le micro en début de soirée pour réaffirmer les objectifs du rassemblement: rétablir chez les Québécois un sentiment de légitimité et de fierté dans leur volonté de défendre le français. Elle affirme: « Nous voulons que la loi 101 cesse de s'affaiblir et de s'étioler. Nous voulons que le quotidien The Gazette cesse d'écrire que la loi 101 est devenu un symbole d'intolérance et d'oppression ».
L'année 1998 est tout aussi chargée pour les Partenaires pour la souveraineté. Réunis à Montréal le 6 décembre 1997 pour présenter leur nouveau plan d'action, les Partenaires annoncent des assises régionales au printemps suivant, suivies d'assises nationales à l'été. Puis, à l'automne, le mouvement projette la publication d'un manifeste sobrement intitulé Partenaires pour la souveraineté. Nicole Boudreau, toujours porte-parole de la coalition, entend rencontrer le premier ministre Lucien Bouchard ainsi que le chef du Bloc québécois, Gilles Duceppe, pour leur faire part de la démarche de la coalition.
Malgré quelques succès, les Partenaires pour la souveraineté encaissent quelques durs coups en 1998. Dès le mois de février, la Centrale de l'enseignement du Québec (CEQ) se retire de la coalition. Tout en réitérant leur adhésion au projet d'indépendance du Québec, une majorité de délégués syndicaux considèrent que les Partenaires pour la souveraineté sont trop proches du gouvernement. La CEQ est bientôt suivie par la Confédération des syndicats nationaux (CSN), qui se retire également de la coalition sous prétexte que le PQ entretient un biais « pro-business ».
Après cinq années d'activité, les Partenaires pour la souveraineté se font plus discrets dans l'espace public à l'aube des années 2000.

### Le legs des Partenaires pour la souveraineté
Malgré leur courte existence, les Partenaires pour la souveraineté marquent le Québec de la fin du XXe siècle. Plus grande coalition souverainiste de l’histoire du Québec, les Partenaires réussissent à donner une voix aux acteurs de la société civile dans la campagne référendaire de 1995, et ce, en maintenant une grande autonomie face au milieu politique. Ils réussissent également à mobiliser des groupes qui n'avaient été que marginalement intégrés à la campagne référendaire de 1980, à commencer par les étudiants et les femmes.
À cet égard, l'historienne Micheline Dumont propose en 2015 une réflexion sur l'importance des Partenaires pour la souveraineté dans l'histoire de l'émancipation des femmes québécoises. Notant d'abord que les féministes de 1995 sont tout aussi divisées sur la question de l'indépendance que leurs consœurs de 1980, elle ajoute qu'encore une fois « seules les souverainistes associent la libération du Québec et l’autonomie des femmes ». Alors que les femmes fédéralistes ne militent généralement pas au nom des femmes ou du féminisme, les femmes souverainistes incarnent le fameux slogan de 1970 : « Pas de libération des femmes sans libération du Québec. Pas de libération du Québec sans libération des femmes ». Enfin, Micheline Dumont propose une réflexion sur la place des femmes dans le récit historique: « Qui va se souvenir de tout cela ? Ces événements font-ils partie de l’histoire ? Apparemment non. Les documentaristes de RDI, selon une longue habitude, ne documentent pas les actions des femmes. C’est de cette manière que se construit l’invisibilité historique des femmes. »